# Cenemus culiculus
Cenemus culiculus is een spinnensoort uit de familie trilspinnen (Pholcidae). De soort komt voor op de Seychellen.